# Mirela Iwanowa

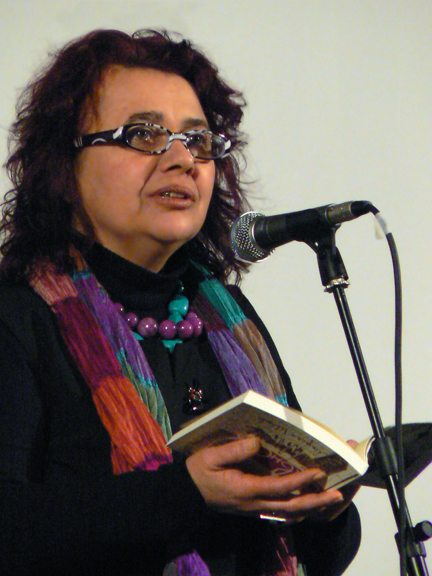
Mirela Iwanowa bei einer Lesung 2010

Mirela Iwanowa (bulgarisch Мирела Иванова, englisch Mirela Ivanova; geboren am 11. Mai 1962 in Sofia) ist eine bulgarische Autorin und Übersetzerin, die vor allem für ihre Lyrik und ihre Drehbücher bekannt wurde. Ihre Lyrik wurde vielfach in andere Sprachen übertragen, unter anderem ins Englische, Deutsche, Spanische, Tschechische, Ungarische, Türkische, Serbische und Persische. In deutscher Sprache wurden Texte von Mirela Iwanowa unter anderem in der Zeit, der Neuen Zürcher Zeitung und in Anthologien publiziert.

## Leben und Werk
Mirela Iwanowa besuchte in Sofia das deutsche Gymnasium und studierte anschließend an der Universität Plowdiw bulgarische und russische Philologie. Neben ihrem lyrischen Schaffen ist sie auch journalistisch, u. a. für die Deutsche Welle, und als Herausgeberin tätig. Sie arbeitet als Kustodin des Ivan-Vasov-Museums in Sofia. Als Übersetzerin hat sie unter anderem Texte von Sarah Kirsch und Uwe Kolbe ins Bulgarische übertragen.
Jan Koneffke bezeichnet Mirela Iwanowas Sprache als „offene, ungeschützte und dennoch hoch artifizielle Gedichtsprache“ und stellt einen Zusammenhang dieser Sprachverwendung mit dem Ende der „totalitären Sprache“ des sozialistischen Regimes in Bulgarien her. Er betont auch die geschlechtsspezifische Komponente in Mirela Iwanowas Gedichten.

## Veröffentlichungen

### In deutscher Übersetzung
- Einsames Spiel, Heidelberg 2000, Verlag das Wunderhorn ISBN 9783884231715
- Versöhnung mit der Kälte, Heidelberg 2004, Verlag das Wunderhorn ISBN 9783884232279

## Auszeichnungen
- 2002 Hubert-Burda-Preis für junge osteuropäische Lyrik[4]
- 2003 Nationalpreis für bulgarische Literatur[1]
- 2008–2009 Schriftstellerstipendium im Internationalen Künstlerhaus Villa Concordia in Bamberg[7]